# امیزور
امیزور (به عربی: أميزور) یک شهرداری در الجزایر است که در استان بجایه واقع شده‌است.